# Powiat policki
Powiat policki (ung. "Policedistriktet") är ett distrikt i nordvästra delen av Västpommerns vojvodskap i Polen.  Huvudort är staden Police. Powiat policki gränsar till storstaden Szczecin, vars västra och norra yttre förorter tillhör distriktet. Distriktet hade omkring 75 000 invånare år 2014.

## Historia
Distriktet bildades i samband med en större administrativ reform 1999, då powiater återinfördes som administrativ enhet.
Powiat policki ligger till övervägande delen i det historiska landskapet Vorpommern väster om floden Oder. Tillsammans med staden Szczecin tillföll området enligt Potsdamöverenskommelsen Polen 1945, då gränsen drogs väster om Szczecin. Områdets tysktalande befolkning tvångsförflyttades då över gränsen och områdets invånare är därför idag huvudsakligen polsktalande katoliker. 

## Geografi
Området avgränsas i öster av floden Oder och staden Szczecin och i väster av gränsen mot Tyskland. I norr ligger kusten mot Oderlagunen.
Den södra delen av distriktet med staden Police tillhör Szczecins storstadsområde, medan den norra delen är ett skogs- och sjörikt område som är ett populärt rekreationsområde för boende i regionen.

## Administrativ indelning i kommuner
Distriktet indelas administrativt i två stads- och landskommuner och två landskommuner:

Kommunindelning

### Stads- och landskommuner
- Nowe Warpno
- Police (huvudort)

### Landskommuner
- Dobra
- Kołbaskowo